# Acestridium triplax
Acestridium triplax es una especie de peces de la familia Loricariidae en el orden de los Siluriformes.

## Morfología
• Los machos pueden llegar alcanzar los 5,6 cm de longitud total.

## Distribución geográfica
Se encuentran en Sudamérica: río Tapajós ( cuenca del río Amazonas, Brasil ).